# S Velorum
S Velorum (S Vel / HD 82829 / HIP 46881) es una estrella variable en la constelación de Vela cuya magnitud aparente varía entre +7,74 y +9,50. Se encuentra a una distancia aproximada de 446 años luz del sistema solar.
S Velorum es una binaria espectroscópica con un período de 5,9336 días.
La componente primaria es una estrella blanca de la secuencia principal de tipo espectral A5Ve, semejante a Alcor (80 Ursae Majoris).
Es 18,2 veces más luminosa que el Sol y tiene un radio de 2,23 radios solares.
La estrella secundaria es una gigante o subgigante naranja catalogada desde K5IIIe hasta K4IV.
Su luminosidad es 3,5 veces superior a la luminosidad solar y, de mayor tamaño que su acompañante, su diámetro es 4,6 veces más grande que el del Sol. Tiene una masa de 0,45 masas solares, casi 6 veces menor que la de la estrella primaria.
S Velorum es una binaria cercana del tipo «binaria semidesprendida», lo que supone que una de las estrellas llena su lóbulo de Roche y cede masa estelar a su compañera o a un disco de acreción.
Al igual que Algol (β Persei) o λ Tauri, es una binaria eclipsante; cuando la gigante naranja intercepta la luz de su compañera, el brillo conjunto disminuye 1,76 magnitudes.